# Jasper Ameye
Jasper Ameye (20 april 1994) is een Belgisch voormalig voetballer die als centrale verdediger speelde.

## Clubcarrière
Ameye is een jeugdproduct van Cercle Brugge. Voordien speelde hij bij de jeugd van KFC Eendracht Hooglede, Club Brugge en KSV Roeselare. In april 2010 ondertekende hij op zestienjarige leeftijd hij een profcontract. Hij is de jongste profvoetballer ooit bij Cercle Brugge. In mei 2010 mocht hij bij de eerste ploeg van Cercle meespelen in een oefenwedstrijd tegen het Nederlandse FC Dordrecht. Zijn officiële debuut volgde evenwel pas vier jaar later: op 3 mei 2014 speelde hij op de zesde speeldag van Play-off 2 tegen KV Mechelen zijn eerste officiële wedstrijd voor Cercle Brugge. Coach Lorenzo Staelens bracht Ameye na 76 minuten in voor Mathieu Maertens. Cercle verloor de wedstrijd met 2-0.
In het seizoen 2014/15 werd hij uitgeleend aan derdeklasser Sint-Eloois-Winkel Sport. Na afloop van zijn uitleenbeurt trok Ameye de deur bij Cercle Brugge definitief achter zich dicht. Eerst speelde hij twee seizoenen bij Torhout 1992 KM, vervolgens nog één seizoen bij KVC Wingene.
In 2018 keerde hij terug naar Cercle Brugge, zij het wel als kinesist. Ameye startte nadien ook een eigen kinesitherapiezaak op.

## Interlandcarrière
Ameye speelde vijf jeugdinterlands voor België –17 en België –19. Hij stond daarbij op het veld met latere Rode Duivels als Divock Origi, Birger Verstraete, Anthony Limbombe, Dennis Praet, Benito Raman en Leandro Trossard.